# Tarvastu
Tarvastu (německy Tarwast nebo Tarvast) je vesnice v estonském kraji Viljandimaa, samosprávně patřící do Viljandi. Vesnice vznikla jako podhradí stejnojmenného řádového hradu, jehož zříceniny se nacházejí nedaleko od vesnice (dnes v katastru vesnice Sooviku).